# Aspidistra caespitosa
Aspidistra caespitosa är en sparrisväxtart som beskrevs av C.Pei. Aspidistra caespitosa ingår i släktet Aspidistra och familjen sparrisväxter. Inga underarter finns listade i Catalogue of Life.